# Klatrátok

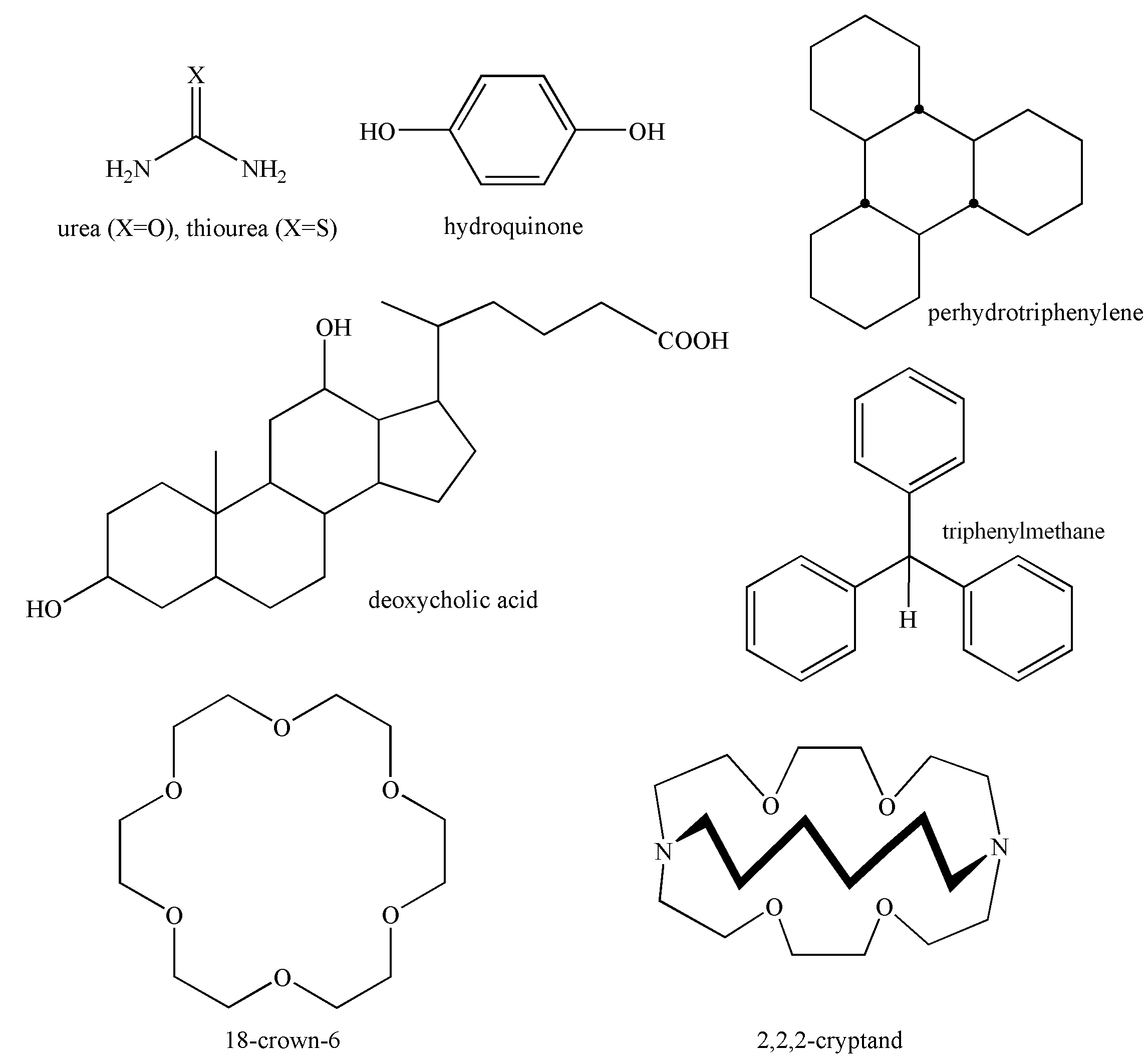
Példák

A klatrátok olyan vegyületek, ahol a nemesgázatomok kristályrácsba, vagy szerves és szervetlen vegyületekből létrejövő üregekbe vannak zárva. A klatrátok fontos szerkezeti elemei a tengerfenék stabilitásának. Hirtelen szublimációjuk az aljzat berogyásához vezetne, ami példátlan erejű cunamikat idézne elő.

## Etimológia
A latin klatrát szó jelentése „ketrecbe zárt”, és az elnevezés a jég-metán anyagkombináció szerkezetére utal, ahol a jégkristályok által formált apró ketrecek ejtik csapdába a metánmolekulákat. A klatrátokat az égő jég néven is ismerik.

## Tulajdonságaik
A klatrátokban előforduló vendég nemesgázatomok és a gazdamolekulák között csak gyenge van der Waals-erők hatnak, így a klatrátok nem sztöchiometrikusak. A klatrátok kialakulásához létfontosságú feltétel, hogy a nemesgázatom megfelelő méretű legyen és illeszkedjen a gazdamolekulák által alkotott üregbe. A képződött vegyületek viszonylag stabilak, de oldódáskor vagy olvadáskor a gáz felszabadul. Nagy nyomás alatt nagy mennyiségű gázt zárnak magukba, s a tengerfenékről a felszínre hozva sisteregni, pattogni kezdenek, illetve tűz hatására lángra kaphatnak.

## Előfordulásuk
A világban mindenfelé találhatóak klatrátok a tengerfenékbe ágyazva, energetikai szempontból kétszer akkora volumenben, mint az összes többi fosszilis tüzelőanyag együttesen. A klatrátok kialakulásához 400 méteres mélység szükséges, illetve fontos, hogy a fenék hőmérséklete ne emelkedjék 1-2 Celsius-fok fölé. Az anyagot a felette tornyosuló víztömeg nyomása és a hideg tartja szilárd halmazállapotban. A klatrátok többsége nagyon mély vizű tengerekben fekszik, ellenben nagy tömegekben fordulnak elő a viszonylag sekély sarki vizekben is, ahol a hőmérséklet még a felszínhez közel is kellőképpen alacsony ahhoz, hogy stabilan tartsa őket.

## Hatásuk az élővilágra és a környezetre
Néhány féregfaj a klatrátok metántartalmából táplálkozik. Körülbelül 10–42 ezer milliárd köbméternyi anyag hever világszerte az óceáni aljzatban. Ez az az ok, amiért a fosszilistüzelőanyag-ipar jövőt lát ebben az anyagban.
Ha az óceánok melegebbé válnának, óriási mennyiségű metán szabadulna fel. Kb. 245 millió évvel ezelőtt tíz élőlényből kilenc kipusztult. Ezt hívjuk perm–triász kihalási eseménynek. Egyes tudósok a klatrátok kiszabadulásával indokolták a nagyméretű kihalási rátát.